# Přeslice

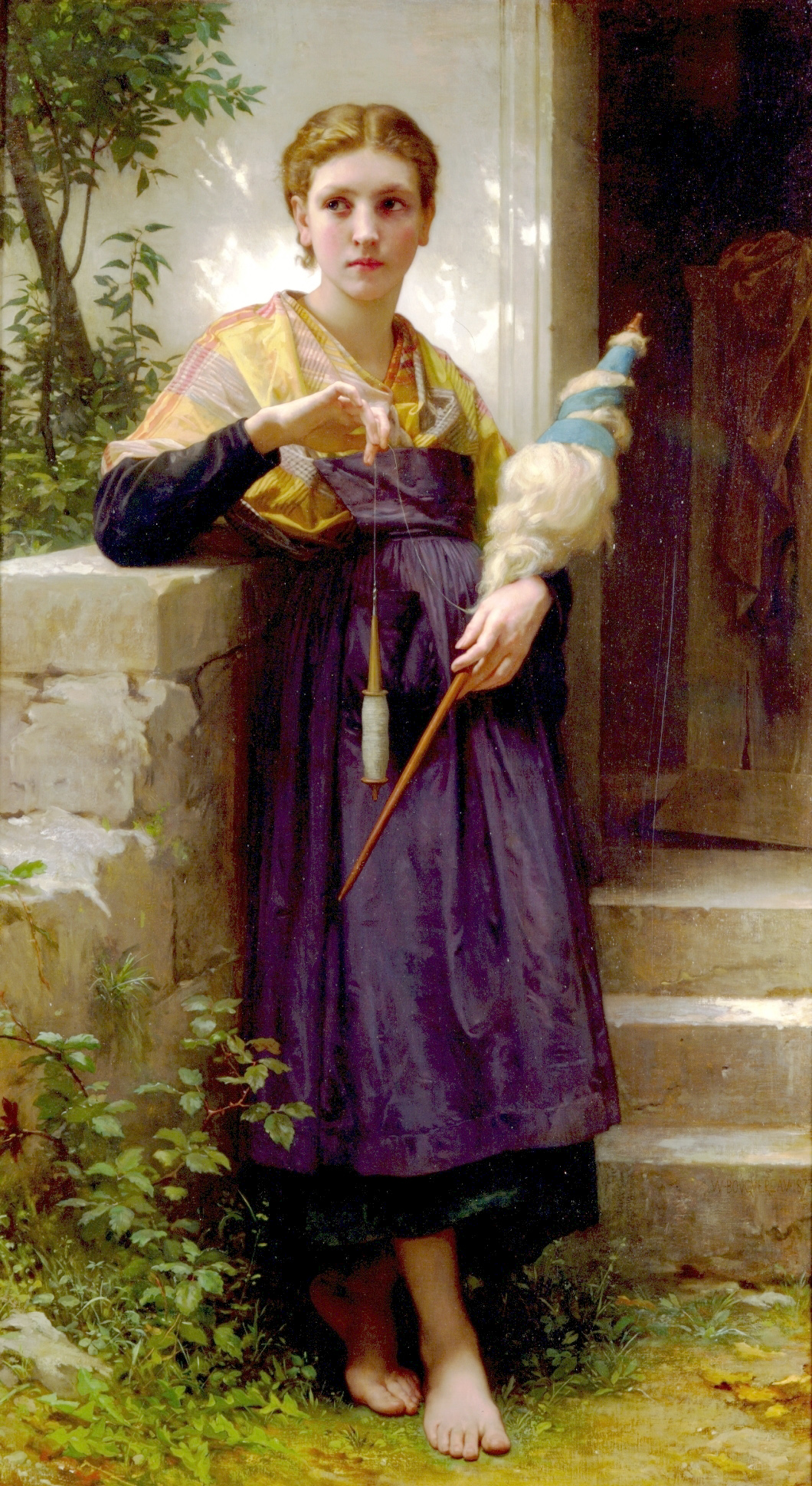
Přadlena s přeslicí a vřetenem (olejomalba z roku 1873)

Přeslice (angl.: distaff, něm.: Rocken) je název historického pomocného nástroje používaného k ručnímu předení.
Je to tyč se špičatým zakončením různého tvaru (vidlice, jehlice, lopatka), na kterou se zavěšoval chomáč vlákenného materiálu (vlna, len, konopí). Přeslice byla upevněna na stojánku, nebo ji přadlena držela pod paží, mezi koleny a pod., zatímco zakrucovala prsty trsy vláken odebírané z přeslice. Z historie i ze současnosti jsou však známé také metody ručního předení bez přeslice.

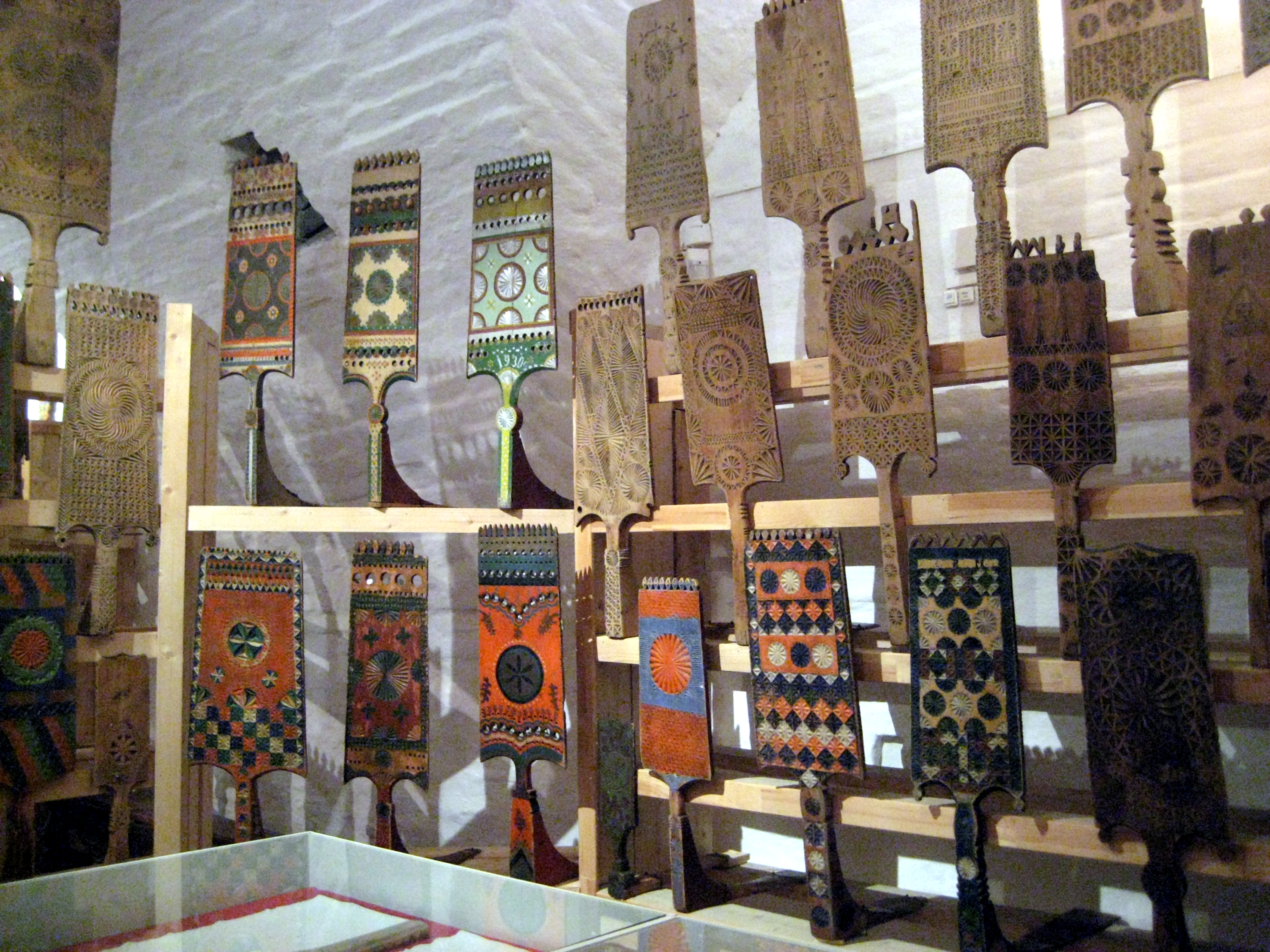
Muzeální přeslice v ruském klášteře Ferapontov

## Z historie
Původ přeslice není známý. Mezi archeologickými nálezy z Egypta z období po 7. tisíciletí před n. l. se nacházejí přeslice z kamene, bronzu a ze dřeva s délkou asi do 8 cm. Nálezy neznámého data z východní Evropy dokazují časté používání přeslice různých tvarů, důkazy o jejím používání na území České republiky nejsou známé.
Po zavedení strojního předení zůstaly přeslice (zejména v 19. století) jen jako zajímavý motiv pro malíře a v některých kurzech pro amatérské ruční předení se předvádí zacházení s tímto nástrojem.

## Přeslice v literatuře
V přeneseném smyslu znamená přeslice ženskou část rodiny. V historické literatuře se používá rčení „vymřít po přeslici“, které popisuje zejména ve šlechtických rodech stav po úmrtí posledního ženského potomka.